# Блейн (окръг, Небраска)
Вижте пояснителната страница за други значения на Блейн.
Окръг Блейн (на английски: Blaine County) е окръг в щата Небраска, Съединени американски щати. Площта му е 1849 km², а населението - 583 души (2000). Административен център е град Брустър.